# 622 v.Chr.

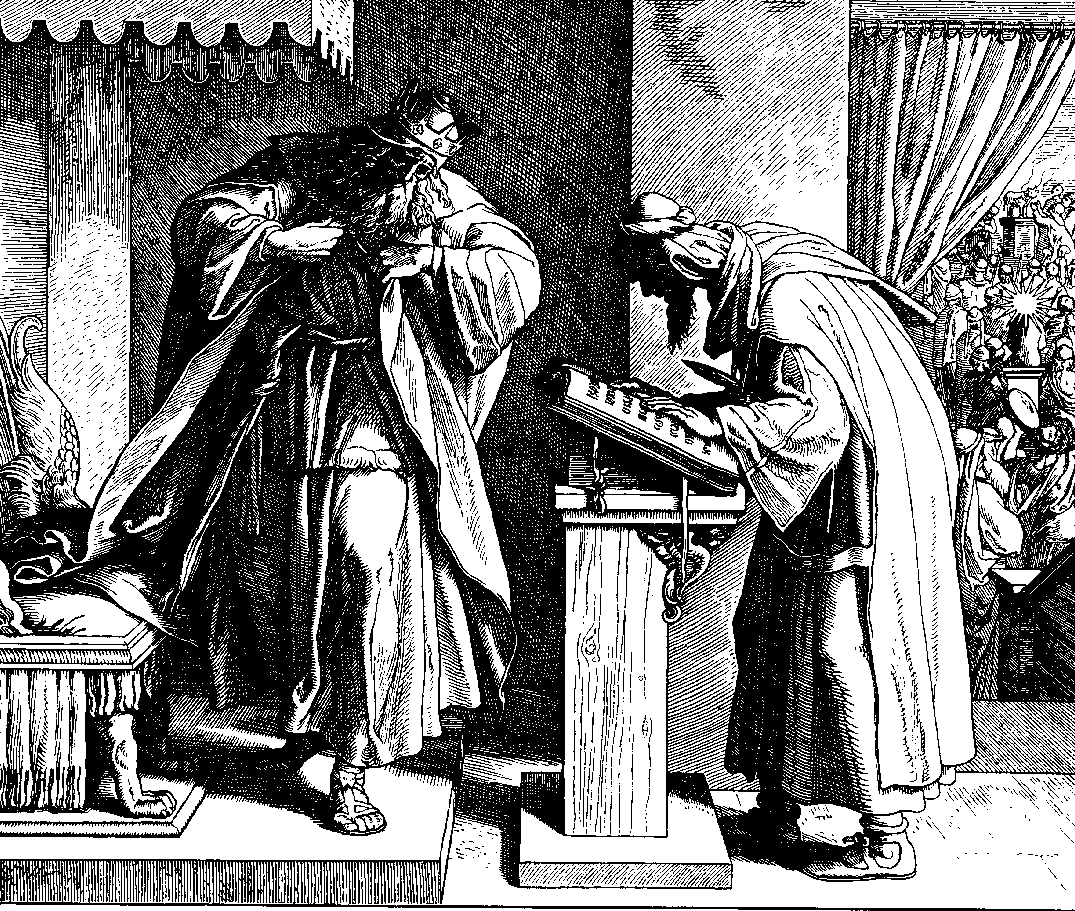
Koning Josia verneemt het woord van God uit het wetboek van Mozes (1858).

Het jaar 622 v.Chr. is een jaartal volgens de christelijke jaartelling.

## Gebeurtenissen

### Israël
- In de Tempel van Jeruzalem wordt door de hogepriester Chilkia het wetboek van Mozes gevonden.[1] Dit geeft aanleiding tot religieuze hervormingen, waarbij de andere godsdiensten worden teruggedrongen.